# Форнаро (Напуљ)
Форнаро је насеље у Италији у округу Напуљ, региону Кампанија.
Према процени из 2011. у насељу је живело 219 становника. Насеље се налази на надморској висини од 68 м.